# Atlantocuma benguelae
Atlantocuma benguelae är en kräftdjursart som beskrevs av Mihai Bacescu och Zarui Muradian 1974. Atlantocuma benguelae ingår i släktet Atlantocuma och familjen Bodotriidae. Inga underarter finns listade i Catalogue of Life.